# (300060) 2006 UO187
(300060) 2006 UO187 es un asteroide perteneciente al cinturón de asteroides, descubierto el 19 de octubre de 2006 por el equipo del Catalina Sky Survey desde el Catalina Sky Survey, Arizona, Estados Unidos.

## Designación y nombre
Designado provisionalmente como 2006 UO187.

## Características orbitales
2006 UO187 está situado a una distancia media del Sol de 3,045 ua, pudiendo alejarse hasta 4,117 ua y acercarse hasta 1,973 ua. Su excentricidad es 0,352 y la inclinación orbital 9,793 grados. Emplea 1941,04 días en completar una órbita alrededor del Sol.

## Características físicas
La magnitud absoluta de 2006 UO187 es 17.